# St. Bernice (Indiana)
St. Bernice es un lugar designado por el censo ubicado en el condado de Vermillion en el estado estadounidense de Indiana. En el Censo de 2010 tenía una población de 646 habitantes y una densidad poblacional de 139,5 personas por km².

## Geografía
St. Bernice se encuentra ubicado en las coordenadas 39°42′43″N 87°31′12″O / 39.71194, -87.52000. Según la Oficina del Censo de los Estados Unidos, St. Bernice tiene una superficie total de 4.63 km², de la cual 4.63 km² corresponden a tierra firme y (0%) 0 km² es agua.

## Demografía
Según el censo de 2010, había 646 personas residiendo en St. Bernice. La densidad de población era de 139,5 hab./km². De los 646 habitantes, St. Bernice estaba compuesto por el 98.76% blancos, el 0% eran afroamericanos, el 0.46% eran amerindios, el 0% eran asiáticos, el 0.15% eran isleños del Pacífico, el 0.15% eran de otras razas y el 0.46% pertenecían a dos o más razas. Del total de la población el 0.31% eran hispanos o latinos de cualquier raza.